# Primeira Divisão 1978/1979
Primeira Divisão 1978/79 byla nejvyšší portugalskou fotbalovou soutěží v sezoně 1978/79. Vítězem se stal a do Poháru mistrů evropských zemí 1979/80 se kvalifikoval tým FC Porto, Pohár UEFA 1979/80 hrály týmy Benfica Lisabon a Sporting Lisabon. Účast v Poháru vítězů pohárů 1979/80 si zajistil vítěz portugalského poháru Boavista FC.
Ligy se zúčastnilo celkem 16 celků, soutěž se hrála způsobem každý s každým doma-venku (celkem tedy 30 kol) systémem podzim-jaro. Sestoupily poslední 4 týmy.

## Tabulka
| Poř. | Tým                       | Z  | V  | R  | P  | VG | OG | B  |
| ---- | ------------------------- | -- | -- | -- | -- | -- | -- | -- |
| 1.   | FC Porto                  | 30 | 21 | 8  | 1  | 70 | 19 | 50 |
| 2.   | Benfica Lisabon           | 30 | 23 | 3  | 4  | 75 | 21 | 49 |
| 3.   | Sporting Lisabon          | 30 | 17 | 8  | 5  | 46 | 22 | 42 |
| 4.   | SC Braga                  | 30 | 16 | 5  | 9  | 49 | 35 | 37 |
| 5.   | Varzim SC                 | 30 | 11 | 10 | 9  | 30 | 29 | 32 |
| 6.   | Vitória Guimaraes         | 30 | 12 | 7  | 11 | 44 | 38 | 31 |
| 7.   | Vitória Setúbal           | 30 | 12 | 7  | 11 | 38 | 38 | 31 |
| 8.   | CF Os Belenenses          | 30 | 10 | 9  | 11 | 47 | 43 | 29 |
| 9.   | Boavista FC               | 30 | 12 | 3  | 15 | 36 | 40 | 27 |
| 10.  | CS Marítimo               | 30 | 11 | 5  | 14 | 36 | 37 | 27 |
| 11.  | GD Estoril Praia          | 30 | 8  | 10 | 12 | 24 | 42 | 26 |
| 12.  | SC Beira-Mar (N)          | 30 | 11 | 2  | 17 | 44 | 56 | 24 |
| 13.  | FC Famalicão (N)          | 30 | 9  | 6  | 15 | 30 | 45 | 24 |
| 14.  | FC Barreirense (N)        | 30 | 8  | 6  | 16 | 24 | 45 | 22 |
| 15.  | Académica de Coimbra      | 30 | 5  | 8  | 17 | 20 | 41 | 18 |
| 16.  | Académico de Viseu FC (N) | 30 | 5  | 1  | 24 | 13 | 75 | 11 |

|  | Pohár mistrů evropských zemí 1979/80 |
|  | Pohár vítězů pohárů 1979/80          |
|  | Pohár UEFA 1979/80                   |
|  | Sestup do Segunda Divisão            |
|  | (N) - nováček                        |

## Nejlepší střelci
| P. | Nár         | Hráč              | Tým               | Branky |
| -- | ----------- | ----------------- | ----------------- | ------ |
| 1. | Portugalsko | Fernando Gomes    | FC Porto          | 27     |
| 2. | Portugalsko | Nené              | Benfica Lisabon   | 25     |
| 3. | Portugalsko | António Oliveira  | FC Porto          | 17     |
| 3. | Portugalsko | Reinaldo Gomes    | Benfica Lisabon   | 17     |
| 5. | Brazílie    | Jeremias          | Vitória Guimaraes | 13     |
| 5. | Brazílie    | China             | CS Marítimo       | 13     |
| 7. | Portugalsko | Arnaldo Silva     | CS Marítimo       | 12     |
| 8. | Brazílie    | Jorge Gomes Filho | Boavista FC       | 11     |
| 8. | Brazílie    | Lincoln           | CF Os Belenenses  | 11     |
| 8. | Portugalsko | Lito              | SC Braga          | 11     |
| 8. | Portugalsko | João Alves        | Benfica Lisabon   | 11     |